# Дорвиция
Дорвиция (на гръцки: Δορβιτσιά, със стари форми на името Ντερβιτσά, Дервица, Δορβιτσά, Дорвица) е село в Етолия, Етолоакарнания на Република Гърция, дем Навпактия, област Западна Гърция.

## Личности
Родени в Дорвиция
- Дамаскин Гръцки (1891 – 1949), гръцки духовник